# میستربیانکو
میستربیانکو (به ایتالیایی: Misterbianco) یک کومونه در ایتالیا است که در استان کاتانیا واقع شده‌است.

## خصوصیات
میستربیانکو ۳۷٫۵ کیلومترمربع مساحت و ۴۵٬۹۶۱ نفر جمعیت دارد و ۲۱۰ متر بالاتر از سطح دریا واقع شده‌است.